# Plan B (série télévisée, 2017)
Pour les articles homonymes, voir Plan B (homonymie).
Plan B est une série télévisée canadienne (québécoise) d'anthologie en quatre saisons de six épisodes chacun de 44 minutes diffusée du 4 mai au 11 mai 2017 sur Séries+ et la deuxième saison a été mise en ligne le 7 novembre 2018 dans la section Véro.tv sur le service ICI TOU.TV, puis à la télévision du 30 octobre 2019 au 4 décembre 2019 sur ICI Radio-Canada Télé. Une troisième saison est diffusée sur ICI Radio-Canada Télé depuis le 27 octobre 2021.
Une adaptation française de la deuxième saison québécoise a été produite en mars 2020 à Marseille, avec Julie de Bona dans le rôle de Florence, cette version a été diffusée sur TF1 en 2021. La série sera adaptée en anglais et l'actrice québécoise Karine Vanasse y tiendra la vedette aux côtés de l'acteur canadien Patrick J. Adams et dont la diffusion est prévue à l'hiver 2023 sur la chaîne CBC. La quatrième saison, qui mettra en vedette Pier-Luc Funk, est tournée au Québec en 2022 et sera diffusée dans la section Véro.tv sur le service ICI TOU.TV. Red Arrow Studios International acquiert les droits de distribution mondiaux de la troisième adaptation de la série.

## Synopsis
La compagnie Plan B offre la possibilité de revenir dans le passé.
Première saison : après un premier essai fructueux, Philippe réalise l’immense pouvoir que lui donne ce stratagème. Il voudra donc aussi s’en servir au profit de son cabinet d’avocats qu’il possède avec son associé/ami/beau-frère Patrice (Émile Proulx-Cloutier) et pour remettre son frère André (Fabien Cloutier) sur le droit chemin. Mais Philippe réalisera qu’un choix nouveau, aussi minime soit-il, a des répercussions aussi incontrôlables qu’insoupçonnées sur sa vie et celle des autres. Plus rien ne sera sans conséquence. Le jeu en vaut-il la chandelle ? Valait-il mieux accepter son véritable destin ?

## Fiche technique
- Réalisation : Jean-François Asselin
- Scénario : Jacques Drolet et Jean-François Asselin
- Producteurs : Alain Chicoine, Louis-Philippe Drolet et Louis Morissette
- Société de production : KOTV

## Distribution

### Première saison (2017)
- Louis Morissette : Philippe Girard
- Magalie Lépine-Blondeau : Évelyne Lalonde
- Émile Proulx-Cloutier : Patrick Lalonde
- Fabien Cloutier : André Dumais
- Julie Le Breton : Marie Denoncourt
- Linda Sorgini : Loulou Simoneau
- Sandrine Bisson : Carina
- Marilyn Castonguay : Noémie
- Cynthia Wu-Maheux : Sandra Keas
- Florence Longpré : Julie
- Patrick Goyette : chef d'orchestre
- Normand Daoust : père d'Évelyne
- Jules Philip : contracteur
- Johanne Marie Tremblay : prof de musique
- Marie-Claude Guérin : Annick
- Lorne Brass : représentant Keas
- Alex Ivanovici : représentant Keas
- Martin Boisvert : Laurent
- Sylvie Dubé : mère d'Évelyne
- Jonathan Deveau : homme Plan B
- Dany Lefebvre : homme Plan B
- Janyève Denoncourt : Mélodie
- Tristan Clouâtre : Émile
- Marie Élaine Roy : voix, Plan B
- Pierre Houde : voix, descripteur hockey
- Mario Langlois : voix, annonceur sports radio
- Réjean Lefrançois : M. Gervais
- Patrick Baby : patron d'André
- Alice Madore : Alice
- Hélène Roy : vieille dame vente maison
- Marc Thibaudeau : Jacques Viger
- Denis-Philippe Tremblay : Robert Blackburn
- Jessica Lupien : réceptionniste
- Sylvain Carle : agent d'immeubles
- Martine Roquebrune : réceptionniste chez Bernstein
- Patrick Benoît : homme abstrait flash
- Roger La Rue : Louis
- Michelle Labonté : Guylaine Matteau
- Emmanuel Bédard : pédiatre hôpital Ste-Justine
- Marie-Pierre Poirier : Marie-Claude Beaulieu
- Benoît Finley : avocat de Keas
- Marie Lefebvre : médecin Trois-Rivières
- Gabriel de Santis-Caron : préposé hôpital Ste-Justine
- Louis-Philippe Tremblay : préposé urgence
- Sergiy Marchenko : goon, Keas
- Jérémie Verrette : préposé chambre Trois-Rivières

### Deuxième saison (2018)
- Sophie Lorain : Florence Morin
- Emi Chicoine : Marilou Morin
- Luc Guérin : Nicolas
- Levi Doré : Félix
- Tammy Verge : Catherine
- Steve Gagnon : Manu
- Tania Kontoyanni : Naïma
- Evelyne de la Chenelière : Lily
- Milya Corbeil-Gauvreau : Gaby
- Antoine Pilon : Alexis Paré
- Mylène Dinh-Robic : Josée
- Marie Brassard : Hélène
- Juliette Berthiaume : Marilou, 5 à 7 ans
- Malika Bessette : Marilou, 2 ans
- Jean-François Pichette : Louis
- Patricia Nolin : Estelle
- Matt Hébert : Félix, 8 à 10 ans
- Hugues Saint Louis : Vincent
- Larissa Corriveau : Stéphanie
- Martin Tremblay : ambulancier
- Sharon James : policière
- Martin Plouffe : policier
- Albert Kwan : médecin
- Sylvain Massé : sergent policier
- Sylvio Arriola : représentant funéraire
- Annick Bergeron : Suzanne
- François Trudel : ministre
- Dany Lefebvre : homme costaud
- Jonathan Deveau : homme costaud
- Marie Élaine Roy : voix Plan B
- Thiéry Dubé : Pilon
- Natalie Tannous : intervenante
- Kevin Ranély : jeune bum
- Nathalie Baroud : éducatrice
- Ligia Borges : secrétaire du ministre
- Lori-Lune Sévigny : amie Gaby
- Charlotte Masse : amie Gaby
- Stéphan Allard : travailleur social
- Marcelo Arroyo : psychiatre
- Jacinthe Chaussé : animatrice télé
- Clauter Alexandre : directeur cirque
- Pierre-Luc Fontaine : homme 30 ans
- Jocelyn Paré : policier
- Carl-David Bussière : chum de Gaby
- Annie Arsenault : conseillère banque
- Geneviève Tardif : coanimatrice
- Margot Blondin : blonde Félix
- Magalie Lépine-Blondeau : Évelyne Lalonde

### Troisième saison (2021)
- Anne-Élisabeth Bossé : Mylène Clermont
- Vincent Leclerc : Bruno Bernier
- Mélanie Pilon : Caroline Nadeau
- Pierre-Luc Brillant : Guillaume Raymond
- Patrick Emmanuel Abellard : Patrick Grimard
- Marie-Laurence Moreau : Marianne Clermont
- Martin-David Peters : Jacques
- Denis Marchand : sergent Beaulieu
- Roger Léger : Robert Clermont
- Nathalie Coupal : Lucie Colpron
- Karl Farah : Hugues
- Arlette Nault : Delphine
- Thomas Haché : Justin
- Charlotte Bégin : Mylène à 10 ans
- Catherine Lachance : Suzanne
- Justine Grégoire : Annabelle
- Irlande Côté : Mégane
- Olivia Leclerc : Chloé
- Philomène Bilodeau : Maxime
- Julie Daoust : Sonia
- Anaïs Desgagné : Corinne
- François Léveillé : juge
- David Laurin : avocat de Guillaume
- Véronique Gallant : mère de Corinne
- Pierre Mayer : officier
- Paul Batah : Saoud Fadil
- Dany Lefebvre : homme Plan B
- Benoît Reid : homme Plan B
- Lily Thibeault : Fanny Paquette
- Marie Élaine Roy : voix automatisée, Plan B
- Nicolas Landré : voix, lecteur de nouvelles

## Récompense
- 2017 : Meilleure série francophone étrangère au Festival de la fiction TV de La Rochelle[8]